# Mönchwinkel
Mönchwinkel is een plaats in de Duitse gemeente Grünheide (Mark), deelstaat Brandenburg, en telt 301 inwoners (2007).